# Art Film Fest

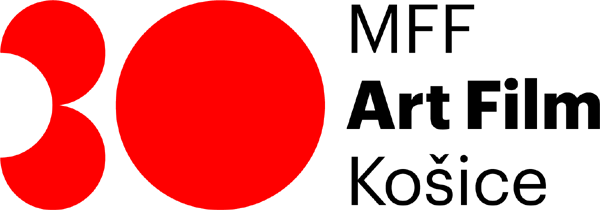
Logo IFF Art Film

IFF Art Film là Liên hoan phim quốc tế khởi xướng từ năm 1993 tại Trenčianske Teplice, Slovakia, ngay sau khi Tiệp Khắc giải thể.  Liên hoan phim thường niên đầu tiên bắt đầu vào ngày 14 tháng 6 năm 1993 dưới sự bảo trợ của UNESCO, và đây là liên hoan phim quốc tế lâu đời nhất trong nước. 
Năm 2016, địa điểm liên hoan phim đã được chuyển đến Košice, thành phố lớn thứ hai của Slovakia.

## Lịch sử

### 1993

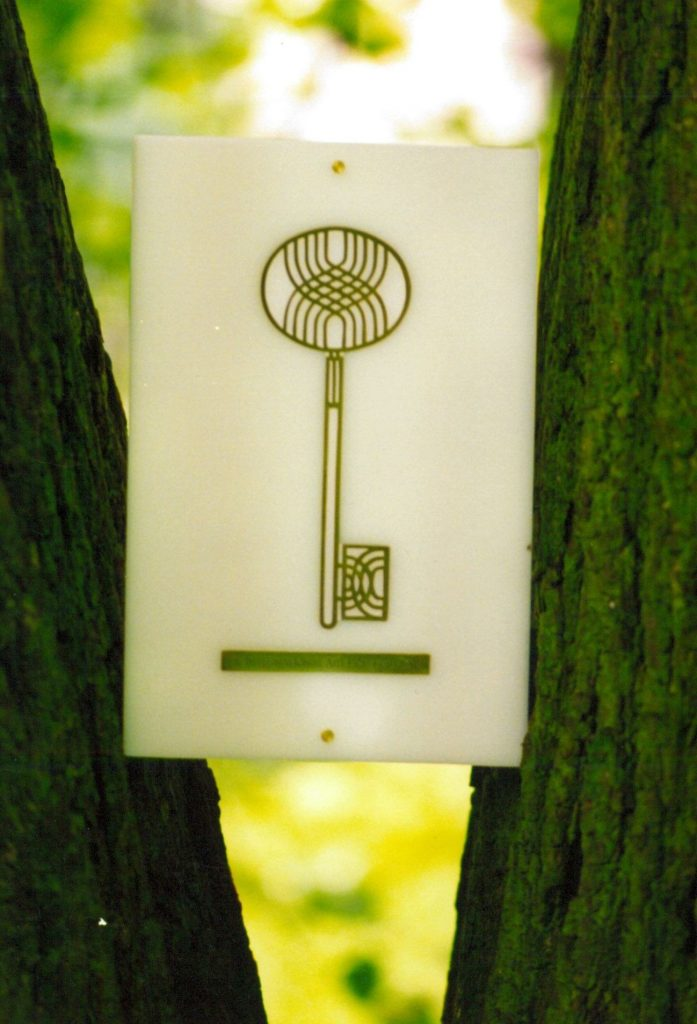
Liên hoan phim năm đầu tiên tổ chức

Vì năm 1992 là Năm Quốc tế Baroque, Liên hoan phim đầu tiên dành riêng cho các bộ phim tập trung vào thời kỳ baroque. Khách mời là nhà làm phim tiên phong người Anh Peter Greenaway..

### 1995
Năm 1995, liên hoan đã đạt được cột mốc quan trọng đầu tiên: trình chiếu các bộ phim liên quan đến nghệ thuật. 1995 cũng là năm mà giải thưởng Sứ mệnh Nam diễn viên đầu tiên được trao cho nam diễn viên người Ý Franco Nero.

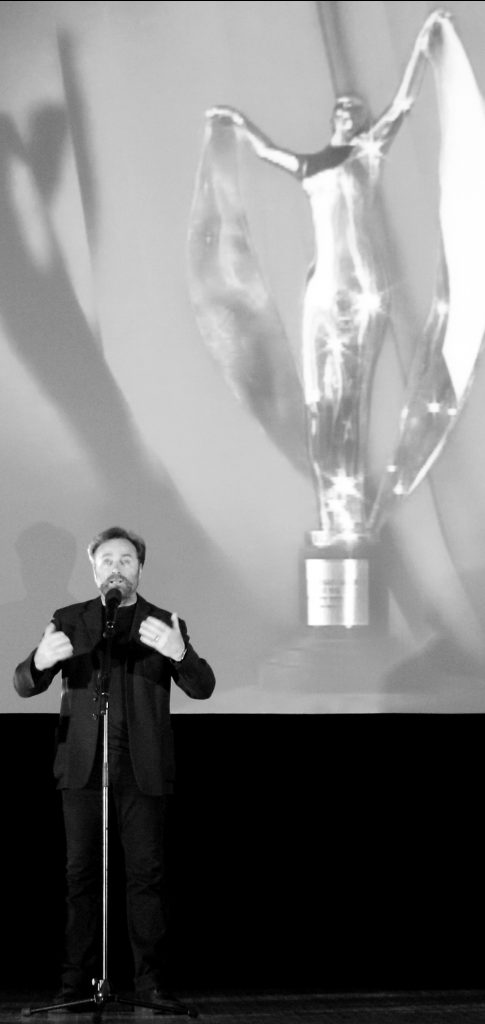
Giải thưởng đầu tiên của lễ hội. Người chiến thắng là Franco Nero

### 1997
Cuộc thi Phim truyện được đưa vào chương trình vào năm 1997.

### 2001
Giải Camera vàng được trao cho nhiều chuyên gia điện ảnh Slovakia và quốc tế vì những đóng góp tích cực cho điện ảnh. 36 nhân vật điện ảnh nổi tiếng được trao giải, trong đó có Roman Polanski, Jean-Claude Carriére, Emir Kusturica, Ettore Scola, Andrei Konchalovsky, Ulrich Seidl, Andrzej Wajda, Martin Hollý, Juraj Jakubisko, Dušan Hanák,...

### 2007
Kỷ niệm 15 năm thành lập, liên hoan phim kéo dài 105 ngày, chiếu hơn 1500 phim truyện, phim ngắn vừa và dài, phim hoạt hình, phim tài liệu.

### 2009
Lễ hội thu hút khoảng 24 000 người tham gia.

### 2016
Sau 23 năm, Art Film Fest thay đổi địa điểm. Lễ hội chuyển đến thành phố lớn thứ hai ở Slovakia là Košice. Mục đích là để đảm bảo cơ sở hạ tầng rạp chiếu phim đa dạng, tiện lợi, đáp ứng các tiêu chuẩn hiện đại của một Liên hoan phim quốc tế.